# Xenorhiza carinata
Xenorhiza carinata är en biart som beskrevs av Hirashima 1996. Xenorhiza carinata ingår i släktet Xenorhiza och familjen korttungebin. Inga underarter finns listade i Catalogue of Life.